# Mistaya Canyon
Mistaya Canyon är en kanjon i Kanada.   Den ligger i provinsen Alberta, i den centrala delen av landet, 3 100 km väster om huvudstaden Ottawa. Mistaya Canyon ligger 1 497 meter över havet.
Terrängen runt Mistaya Canyon är bergig. Trakten runt Mistaya Canyon är nära nog obefolkad, med mindre än två invånare per kvadratkilometer.. 
I omgivningarna runt Mistaya Canyon växer i huvudsak barrskog.